# Liste der Verbandsfreien Gemeinden und der Verbandsgemeinden in Rheinland-Pfalz
Die Liste der Verbandsfreien Gemeinden und der Verbandsgemeinden in Rheinland-Pfalz enthält die 41 Verbandsfreien Gemeinden und die 129 Verbandsgemeinden im deutschen Land Rheinland-Pfalz mit den Einwohnerzahlen vom 31. Dezember 2023.
Damit werden die 170 hauptamtlichen Verwaltungen der Gemeinden und Gemeindeverbände in Rheinland-Pfalz dargestellt. (Stand 2020)
Die Zahl von ursprünglich 163 Verbandsgemeinden hat sich durch Zusammenschlüsse zu den Stichtagen 1. Juli (2012, 2014 sowie 2019) und 1. Januar (2017–2020) auf 129 vermindert.
| Art                             | Bezeichnung                                      | Stadt-/Landkreis              | Gemeinden | Fläche (km²) | Einwohner |
| ------------------------------- | ------------------------------------------------ | ----------------------------- | --------- | ------------ | --------- |
| Kreisfreie Städte               | Frankenthal (Pfalz)                              | Kreisfreie Stadt              | 1         | 43,88        | 49.122    |
| Kreisfreie Städte               | Kaiserslautern                                   | Kreisfreie Stadt              | 1         | 139,70       | 101.486   |
| Kreisfreie Städte               | Koblenz                                          | Kreisfreie Stadt              | 1         | 105,25       | 115.298   |
| Kreisfreie Städte               | Landau in der Pfalz                              | Kreisfreie Stadt              | 1         | 82,94        | 48.341    |
| Kreisfreie Städte               | Ludwigshafen am Rhein                            | Kreisfreie Stadt              | 1         | 77,43        | 176.110   |
| Kreisfreie Städte               | Mainz                                            | Kreisfreie Stadt              | 1         | 97,73        | 222.889   |
| Kreisfreie Städte               | Neustadt an der Weinstraße                       | Kreisfreie Stadt              | 1         | 117,09       | 53.920    |
| Kreisfreie Städte               | Pirmasens                                        | Kreisfreie Stadt              | 1         | 61,35        | 40.941    |
| Kreisfreie Städte               | Speyer                                           | Kreisfreie Stadt              | 1         | 42,71        | 51.203    |
| Kreisfreie Städte               | Trier                                            | Kreisfreie Stadt              | 1         | 117,06       | 112.737   |
| Kreisfreie Städte               | Worms                                            | Kreisfreie Stadt              | 1         | 108,73       | 85.609    |
| Kreisfreie Städte               | Zweibrücken                                      | Kreisfreie Stadt              | 1         | 70,64        | 34.613    |
| Große kreisangehörige Städte    | Andernach                                        | Landkreis Mayen-Koblenz       | 1         | 53,34        | 30.408    |
| Große kreisangehörige Städte    | Bad Kreuznach                                    | Landkreis Bad Kreuznach       | 1         | 55,56        | 52.989    |
| Große kreisangehörige Städte    | Bingen am Rhein                                  | Landkreis Mainz-Bingen        | 1         | 37,71        | 26.339    |
| Große kreisangehörige Städte    | Idar-Oberstein                                   | Landkreis Birkenfeld          | 1         | 91,58        | 29.158    |
| Große kreisangehörige Städte    | Ingelheim am Rhein                               | Landkreis Mainz-Bingen        | 1         | 73,31        | 36.390    |
| Große kreisangehörige Städte    | Lahnstein                                        | Rhein-Lahn-Kreis              | 1         | 37,62        | 18.536    |
| Große kreisangehörige Städte    | Mayen                                            | Landkreis Mayen-Koblenz       | 1         | 58,19        | 19.882    |
| Große kreisangehörige Städte    | Neuwied                                          | Landkreis Neuwied             | 1         | 86,50        | 66.243    |
| Verbandsfreie Städte            | Alzey                                            | Landkreis Alzey-Worms         | 1         | 35,22        | 19.530    |
| Verbandsfreie Städte            | Bad Dürkheim                                     | Landkreis Bad Dürkheim        | 1         | 102,55       | 18.821    |
| Verbandsfreie Städte            | Bad Neuenahr-Ahrweiler                           | Landkreis Ahrweiler           | 1         | 63,39        | 27.647    |
| Verbandsfreie Städte            | Bendorf                                          | Landkreis Mayen-Koblenz       | 1         | 24,12        | 17.208    |
| Verbandsfreie Städte            | Bitburg                                          | Eifelkreis Bitburg-Prüm       | 1         | 47,55        | 17.465    |
| Verbandsfreie Städte            | Boppard                                          | Rhein-Hunsrück-Kreis          | 1         | 74,88        | 15.593    |
| Verbandsfreie Städte            | Germersheim                                      | Landkreis Germersheim         | 1         | 21,68        | 21.295    |
| Verbandsfreie Städte            | Grünstadt                                        | Landkreis Bad Dürkheim        | 1         | 18,09        | 14.169    |
| Verbandsfreie Städte            | Remagen                                          | Landkreis Ahrweiler           | 1         | 33,21        | 17.387    |
| Verbandsfreie Städte            | Schifferstadt                                    | Rhein-Pfalz-Kreis             | 1         | 28,06        | 20.682    |
| Verbandsfreie Städte            | Sinzig                                           | Landkreis Ahrweiler           | 1         | 41,10        | 17.399    |
| Verbandsfreie Städte            | Wittlich                                         | Landkreis Bernkastel-Wittlich | 1         | 49,63        | 19.718    |
| Verbandsfreie Städte            | Wörth am Rhein                                   | Landkreis Germersheim         | 1         | 131,62       | 18.405    |
| Weitere verbandsfreie Gemeinden | Bobenheim-Roxheim                                | Rhein-Pfalz-Kreis             | 1         | 20,51        | 10.157    |
| Weitere verbandsfreie Gemeinden | Böhl-Iggelheim                                   | Rhein-Pfalz-Kreis             | 1         | 32,83        | 10.586    |
| Weitere verbandsfreie Gemeinden | Budenheim                                        | Landkreis Mainz-Bingen        | 1         | 10,61        | 8.669     |
| Weitere verbandsfreie Gemeinden | Grafschaft                                       | Landkreis Ahrweiler           | 1         | 57,60        | 10.866    |
| Weitere verbandsfreie Gemeinden | Haßloch                                          | Landkreis Bad Dürkheim        | 1         | 39,95        | 20.450    |
| Weitere verbandsfreie Gemeinden | Limburgerhof                                     | Rhein-Pfalz-Kreis             | 1         | 9,00         | 11.781    |
| Weitere verbandsfreie Gemeinden | Morbach                                          | Landkreis Bernkastel-Wittlich | 1         | 122,26       | 10.687    |
| Weitere verbandsfreie Gemeinden | Mutterstadt                                      | Rhein-Pfalz-Kreis             | 1         | 20,47        | 13.191    |
| Verbandsgemeinde                | Verbandsgemeinde Adenau                          | Ahrweiler                     | 37        | 257,74       | 12.853    |
| Verbandsgemeinde                | Verbandsgemeinde Altenahr                        | Ahrweiler                     | 12        | 153,82       | 10.038    |
| Verbandsgemeinde                | Verbandsgemeinde Bad Breisig                     | Ahrweiler                     | 4         | 41,83        | 13.709    |
| Verbandsgemeinde                | Verbandsgemeinde Brohltal                        | Ahrweiler                     | 17        | 138,45       | 18.842    |
| Verbandsgemeinde                | Verbandsgemeinde Altenkirchen-Flammersfeld       | Altenkirchen                  | 67        | 228,84       | 36.411    |
| Verbandsgemeinde                | Verbandsgemeinde Betzdorf-Gebhardshain           | Altenkirchen                  | 17        | 73,51        | 26.650    |
| Verbandsgemeinde                | Verbandsgemeinde Daaden-Herdorf                  | Altenkirchen                  | 10        | 79,03        | 17.568    |
| Verbandsgemeinde                | Verbandsgemeinde Hamm (Sieg)                     | Altenkirchen                  | 12        | 42,31        | 13.166    |
| Verbandsgemeinde                | Verbandsgemeinde Kirchen (Sieg)                  | Altenkirchen                  | 6         | 126,84       | 22.890    |
| Verbandsgemeinde                | Verbandsgemeinde Wissen                          | Altenkirchen                  | 6         | 91,48        | 15.222    |
| Verbandsgemeinde                | Verbandsgemeinde Alzey-Land                      | Alzey-Worms                   | 24        | 173,89       | 25.376    |
| Verbandsgemeinde                | Verbandsgemeinde Eich                            | Alzey-Worms                   | 5         | 68,47        | 13.521    |
| Verbandsgemeinde                | Verbandsgemeinde Monsheim                        | Alzey-Worms                   | 7         | 45,53        | 10.969    |
| Verbandsgemeinde                | Verbandsgemeinde Wöllstein                       | Alzey-Worms                   | 8         | 61,44        | 12.227    |
| Verbandsgemeinde                | Verbandsgemeinde Wonnegau                        | Alzey-Worms                   | 11        | 90,96        | 21.813    |
| Verbandsgemeinde                | Verbandsgemeinde Wörrstadt                       | Alzey-Worms                   | 13        | 112,64       | 29.994    |
| Verbandsgemeinde                | Verbandsgemeinde Deidesheim                      | Bad Dürkheim                  | 5         | 57,03        | 11.821    |
| Verbandsgemeinde                | Verbandsgemeinde Freinsheim                      | Bad Dürkheim                  | 8         | 60,72        | 15.622    |
| Verbandsgemeinde                | Verbandsgemeinde Lambrecht (Pfalz)               | Bad Dürkheim                  | 7         | 129,20       | 12.304    |
| Verbandsgemeinde                | Verbandsgemeinde Leiningerland                   | Bad Dürkheim                  | 21        | 145,15       | 31.533    |
| Verbandsgemeinde                | Verbandsgemeinde Wachenheim an der Weinstraße    | Bad Dürkheim                  | 4         | 42,01        | 9.991     |
| Verbandsgemeinde                | Verbandsgemeinde Bad Kreuznach                   | Bad Kreuznach                 | 13        | 73,7         | 13.161    |
| Verbandsgemeinde                | Verbandsgemeinde Kirner Land                     | Bad Kreuznach                 | 21        | 134,49       | 17.830    |
| Verbandsgemeinde                | Verbandsgemeinde Nahe-Glan                       | Bad Kreuznach                 | 34        | 273,86       | 24.978    |
| Verbandsgemeinde                | Verbandsgemeinde Langenlonsheim-Stromberg        | Bad Kreuznach                 | 17        | 129,03       | 22.869    |
| Verbandsgemeinde                | Verbandsgemeinde Rüdesheim                       | Bad Kreuznach                 | 32        | 197,04       | 28.934    |
| Verbandsgemeinde                | Verbandsgemeinde Bernkastel-Kues                 | Bernkastel-Wittlich           | 23        | 249,00       | 28.162    |
| Verbandsgemeinde                | Verbandsgemeinde Thalfang am Erbeskopf           | Bernkastel-Wittlich           | 21        | 144,68       | 7.439     |
| Verbandsgemeinde                | Verbandsgemeinde Traben-Trarbach                 | Bernkastel-Wittlich           | 16        | 204,59       | 17.505    |
| Verbandsgemeinde                | Verbandsgemeinde Wittlich-Land                   | Bernkastel-Wittlich           | 45        | 397,57       | 31.572    |
| Verbandsgemeinde                | Verbandsgemeinde Baumholder                      | Birkenfeld                    | 14        | 137,35       | 9.838     |
| Verbandsgemeinde                | Verbandsgemeinde Birkenfeld                      | Birkenfeld                    | 31        | 213,14       | 20.740    |
| Verbandsgemeinde                | Verbandsgemeinde Herrstein-Rhaunen               | Birkenfeld                    | 50        | 334,52       | 22.367    |
| Verbandsgemeinde                | Verbandsgemeinde Arzfeld                         | Bitburg-Prüm                  | 43        | 265,64       | 9.711     |
| Verbandsgemeinde                | Verbandsgemeinde Bitburger Land                  | Bitburg-Prüm                  | 71        | 429,08       | 26.575    |
| Verbandsgemeinde                | Verbandsgemeinde Prüm                            | Bitburg-Prüm                  | 44        | 465,18       | 21.725    |
| Verbandsgemeinde                | Verbandsgemeinde Speicher                        | Bitburg-Prüm                  | 9         | 60,08        | 9.175     |
| Verbandsgemeinde                | Verbandsgemeinde Südeifel                        | Bitburg-Prüm                  | 65        | 358,64       | 19.784    |
| Verbandsgemeinde                | Verbandsgemeinde Cochem                          | Cochem-Zell                   | 23        | 211,19       | 19.648    |
| Verbandsgemeinde                | Verbandsgemeinde Kaisersesch                     | Cochem-Zell                   | 26        | 140,58       | 15.960    |
| Verbandsgemeinde                | Verbandsgemeinde Ulmen                           | Cochem-Zell                   | 16        | 146,82       | 11.285    |
| Verbandsgemeinde                | Verbandsgemeinde Zell (Mosel)                    | Cochem-Zell                   | 24        | 193,74       | 15.776    |
| Verbandsgemeinde                | Verbandsgemeinde Eisenberg (Pfalz)               | Donnersbergkreis              | 3         | 63,69        | 13.254    |
| Verbandsgemeinde                | Verbandsgemeinde Göllheim                        | Donnersbergkreis              | 13        | 79,53        | 12.011    |
| Verbandsgemeinde                | Verbandsgemeinde Kirchheimbolanden               | Donnersbergkreis              | 16        | 147,33       | 20.048    |
| Verbandsgemeinde                | Verbandsgemeinde Nordpfälzer Land                | Donnersbergkreis              | 36        | 243,76       | 17.435    |
| Verbandsgemeinde                | Verbandsgemeinde Winnweiler                      | Donnersbergkreis              | 13        | 111,18       | 13.363    |
| Verbandsgemeinde                | Verbandsgemeinde Bellheim                        | Germersheim                   | 4         | 43,55        | 13.979    |
| Verbandsgemeinde                | Verbandsgemeinde Hagenbach                       | Germersheim                   | 4         | 33,75        | 10.746    |
| Verbandsgemeinde                | Verbandsgemeinde Jockgrim                        | Germersheim                   | 4         | 40,92        | 17.512    |
| Verbandsgemeinde                | Verbandsgemeinde Kandel                          | Germersheim                   | 7         | 68,92        | 16.694    |
| Verbandsgemeinde                | Verbandsgemeinde Lingenfeld                      | Germersheim                   | 6         | 69,81        | 17.292    |
| Verbandsgemeinde                | Verbandsgemeinde Rülzheim                        | Germersheim                   | 4         | 52,96        | 15.569    |
| Verbandsgemeinde                | Verbandsgemeinde Bruchmühlbach-Miesau            | Kaiserslautern                | 5         | 59,58        | 10.811    |
| Verbandsgemeinde                | Verbandsgemeinde Enkenbach-Alsenborn             | Kaiserslautern                | 8         | 142,39       | 20.055    |
| Verbandsgemeinde                | Verbandsgemeinde Landstuhl                       | Kaiserslautern                | 12        | 150,34       | 26.189    |
| Verbandsgemeinde                | Verbandsgemeinde Otterbach-Otterberg             | Kaiserslautern                | 12        | 122,97       | 19.009    |
| Verbandsgemeinde                | Verbandsgemeinde Ramstein-Miesenbach             | Kaiserslautern                | 5         | 92,63        | 17.588    |
| Verbandsgemeinde                | Verbandsgemeinde Weilerbach                      | Kaiserslautern                | 8         | 71,97        | 14.888    |
| Verbandsgemeinde                | Verbandsgemeinde Kusel-Altenglan                 | Kusel                         | 34        | 179,54       | 23.717    |
| Verbandsgemeinde                | Verbandsgemeinde Lauterecken-Wolfstein           | Kusel                         | 41        | 237,84       | 18.066    |
| Verbandsgemeinde                | Verbandsgemeinde Oberes Glantal                  | Kusel                         | 23        | 155,97       | 29.357    |
| Verbandsgemeinde                | Verbandsgemeinde Bodenheim                       | Mainz-Bingen                  | 5         | 34,14        | 20.435    |
| Verbandsgemeinde                | Verbandsgemeinde Gau-Algesheim                   | Mainz-Bingen                  | 8         | 60,61        | 16.961    |
| Verbandsgemeinde                | Verbandsgemeinde Nieder-Olm                      | Mainz-Bingen                  | 8         | 73,03        | 33.934    |
| Verbandsgemeinde                | Verbandsgemeinde Rhein-Nahe                      | Mainz-Bingen                  | 10        | 114,74       | 15.609    |
| Verbandsgemeinde                | Verbandsgemeinde Rhein-Selz                      | Mainz-Bingen                  | 20        | 145,51       | 42.028    |
| Verbandsgemeinde                | Verbandsgemeinde Sprendlingen-Gensingen          | Mainz-Bingen                  | 10        | 56,05        | 14.921    |
| Verbandsgemeinde                | Verbandsgemeinde Maifeld                         | Mayen-Koblenz                 | 18        | 161,85       | 25.079    |
| Verbandsgemeinde                | Verbandsgemeinde Mendig                          | Mayen-Koblenz                 | 5         | 53,98        | 13.724    |
| Verbandsgemeinde                | Verbandsgemeinde Pellenz                         | Mayen-Koblenz                 | 5         | 55,27        | 17.243    |
| Verbandsgemeinde                | Verbandsgemeinde Rhein-Mosel                     | Mayen-Koblenz                 | 18        | 164,10       | 27.267    |
| Verbandsgemeinde                | Verbandsgemeinde Vallendar                       | Mayen-Koblenz                 | 4         | 26,34        | 16.331    |
| Verbandsgemeinde                | Verbandsgemeinde Vordereifel                     | Mayen-Koblenz                 | 27        | 167,73       | 16.438    |
| Verbandsgemeinde                | Verbandsgemeinde Weißenthurm                     | Mayen-Koblenz                 | 7         | 52,56        | 35.421    |
| Verbandsgemeinde                | Verbandsgemeinde Asbach                          | Neuwied                       | 4         | 108,15       | 23.832    |
| Verbandsgemeinde                | Verbandsgemeinde Bad Hönningen                   | Neuwied                       | 4         | 55,29        | 12.451    |
| Verbandsgemeinde                | Verbandsgemeinde Dierdorf                        | Neuwied                       | 6         | 65,82        | 11.096    |
| Verbandsgemeinde                | Verbandsgemeinde Linz am Rhein                   | Neuwied                       | 7         | 64,73        | 19.307    |
| Verbandsgemeinde                | Verbandsgemeinde Puderbach                       | Neuwied                       | 16        | 95,68        | 15.283    |
| Verbandsgemeinde                | Verbandsgemeinde Rengsdorf-Waldbreitbach         | Neuwied                       | 20        | 124,19       | 26.862    |
| Verbandsgemeinde                | Verbandsgemeinde Unkel                           | Neuwied                       | 4         | 26,53        | 13.065    |
| Verbandsgemeinde                | Verbandsgemeinde Hunsrück-Mittelrhein            | Rhein-Hunsrück-Kreis          | 33        | 233,31       | 23.525    |
| Verbandsgemeinde                | Verbandsgemeinde Kastellaun                      | Rhein-Hunsrück-Kreis          | 19        | 180,65       | 16.274    |
| Verbandsgemeinde                | Verbandsgemeinde Kirchberg (Hunsrück)            | Rhein-Hunsrück-Kreis          | 40        | 227,88       | 20.612    |
| Verbandsgemeinde                | Verbandsgemeinde Simmern-Rheinböllen             | Rhein-Hunsrück-Kreis          | 44        | 273,89       | 28.646    |
| Verbandsgemeinde                | Verbandsgemeinde Aar-Einrich                     | Rhein-Lahn-Kreis              | 31        | 160,38       | 18.899    |
| Verbandsgemeinde                | Verbandsgemeinde Bad Ems-Nassau                  | Rhein-Lahn-Kreis              | 28        | 154,71       | 28.720    |
| Verbandsgemeinde                | Verbandsgemeinde Diez                            | Rhein-Lahn-Kreis              | 23        | 106,22       | 25.577    |
| Verbandsgemeinde                | Verbandsgemeinde Loreley                         | Rhein-Lahn-Kreis              | 22        | 167,85       | 16.389    |
| Verbandsgemeinde                | Verbandsgemeinde Nastätten                       | Rhein-Lahn-Kreis              | 32        | 155,59       | 16.675    |
| Verbandsgemeinde                | Verbandsgemeinde Dannstadt-Schauernheim          | Rhein-Pfalz-Kreis             | 3         | 33,19        | 13.728    |
| Verbandsgemeinde                | Verbandsgemeinde Lambsheim-Heßheim               | Rhein-Pfalz-Kreis             | 6         | 37,68        | 17.221    |
| Verbandsgemeinde                | Verbandsgemeinde Maxdorf                         | Rhein-Pfalz-Kreis             | 3         | 16,93        | 12.899    |
| Verbandsgemeinde                | Verbandsgemeinde Rheinauen                       | Rhein-Pfalz-Kreis             | 4         | 51,28        | 24.319    |
| Verbandsgemeinde                | Verbandsgemeinde Römerberg-Dudenhofen            | Rhein-Pfalz-Kreis             | 4         | 54,98        | 21.782    |
| Verbandsgemeinde                | Verbandsgemeinde Annweiler am Trifels            | Südliche Weinstraße           | 13        | 129,86       | 17.068    |
| Verbandsgemeinde                | Verbandsgemeinde Bad Bergzabern                  | Südliche Weinstraße           | 21        | 164,62       | 24.932    |
| Verbandsgemeinde                | Verbandsgemeinde Edenkoben                       | Südliche Weinstraße           | 16        | 119,64       | 20.561    |
| Verbandsgemeinde                | Verbandsgemeinde Herxheim                        | Südliche Weinstraße           | 4         | 49,94        | 15.536    |
| Verbandsgemeinde                | Verbandsgemeinde Landau-Land                     | Südliche Weinstraße           | 14        | 90,43        | 13.847    |
| Verbandsgemeinde                | Verbandsgemeinde Maikammer                       | Südliche Weinstraße           | 3         | 39,73        | 8.150     |
| Verbandsgemeinde                | Verbandsgemeinde Offenbach an der Queich         | Südliche Weinstraße           | 4         | 45,62        | 12.800    |
| Verbandsgemeinde                | Verbandsgemeinde Dahner Felsenland               | Südwestpfalz                  | 15        | 215,59       | 14.223    |
| Verbandsgemeinde                | Verbandsgemeinde Hauenstein                      | Südwestpfalz                  | 8         | 109,90       | 8.765     |
| Verbandsgemeinde                | Verbandsgemeinde Pirmasens-Land                  | Südwestpfalz                  | 10        | 143,03       | 11.927    |
| Verbandsgemeinde                | Verbandsgemeinde Rodalben                        | Südwestpfalz                  | 6         | 123,59       | 14.077    |
| Verbandsgemeinde                | Verbandsgemeinde Thaleischweiler-Wallhalben      | Südwestpfalz                  | 20        | 142,54       | 17.425    |
| Verbandsgemeinde                | Verbandsgemeinde Waldfischbach-Burgalben         | Südwestpfalz                  | 8         | 94,21        | 12.125    |
| Verbandsgemeinde                | Verbandsgemeinde Zweibrücken-Land                | Südwestpfalz                  | 17        | 124,69       | 16.370    |
| Verbandsgemeinde                | Verbandsgemeinde Hermeskeil                      | Trier-Saarburg                | 13        | 145,49       | 16.422    |
| Verbandsgemeinde                | Verbandsgemeinde Konz                            | Trier-Saarburg                | 12        | 130,22       | 32.801    |
| Verbandsgemeinde                | Verbandsgemeinde Ruwer                           | Trier-Saarburg                | 20        | 126,60       | 18.672    |
| Verbandsgemeinde                | Verbandsgemeinde Saarburg-Kell                   | Trier-Saarburg                | 29        | 359,32       | 34.068    |
| Verbandsgemeinde                | Verbandsgemeinde Schweich an der Röm. Weinstraße | Trier-Saarburg                | 19        | 164,42       | 29.485    |
| Verbandsgemeinde                | Verbandsgemeinde Trier-Land                      | Trier-Saarburg                | 11        | 175,49       | 22.366    |
| Verbandsgemeinde                | Verbandsgemeinde Daun                            | Vulkaneifel                   | 38        | 315,93       | 23.327    |
| Verbandsgemeinde                | Verbandsgemeinde Gerolstein                      | Vulkaneifel                   | 38        | 455,16       | 31.374    |
| Verbandsgemeinde                | Verbandsgemeinde Kelberg                         | Vulkaneifel                   | 33        | 139,96       | 7.211     |
| Verbandsgemeinde                | Verbandsgemeinde Bad Marienberg (Westerwald)     | Westerwaldkreis               | 18        | 83,12        | 19.597    |
| Verbandsgemeinde                | Verbandsgemeinde Hachenburg                      | Westerwaldkreis               | 33        | 173,73       | 24.707    |
| Verbandsgemeinde                | Verbandsgemeinde Höhr-Grenzhausen                | Westerwaldkreis               | 4         | 35,89        | 13.682    |
| Verbandsgemeinde                | Verbandsgemeinde Montabaur                       | Westerwaldkreis               | 25        | 151,37       | 41.362    |
| Verbandsgemeinde                | Verbandsgemeinde Ransbach-Baumbach               | Westerwaldkreis               | 11        | 49,67        | 15.529    |
| Verbandsgemeinde                | Verbandsgemeinde Rennerod                        | Westerwaldkreis               | 23        | 133,05       | 17.045    |
| Verbandsgemeinde                | Verbandsgemeinde Selters (Westerwald)            | Westerwaldkreis               | 21        | 111,21       | 16.735    |
| Verbandsgemeinde                | Verbandsgemeinde Wallmerod                       | Westerwaldkreis               | 21        | 82,93        | 14.756    |
| Verbandsgemeinde                | Verbandsgemeinde Westerburg                      | Westerwaldkreis               | 24        | 111,50       | 23.164    |
| Verbandsgemeinde                | Verbandsgemeinde Wirges                          | Westerwaldkreis               | 12        | 56,47        | 20.132    |
| Summen:                         |                                                  |                               | 2.300     | 19.847,85    | 4.171.851 |

## Karten

Rheinland-pfälzische Kommunen (2015)
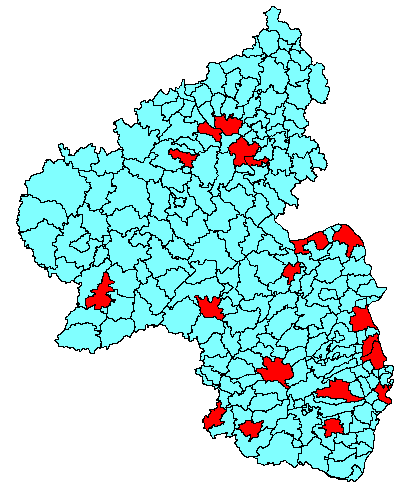
Kommunen 2008